# Сан-Катальдо (церква)
Сан-Катальдо — зовні схожа на мечеть церква в Палермо, розташована на Пьяцца Белліні, поруч з храмом Марторана. Характерний пам'ятник арабо-норманської архітектури, що має типові візантійські та арабські риси.

## Історія
Церкву на честь святого Катальдо заснував Майо з Барі (убитий 1160 року), перший міністр сицилійського короля Вільгельма I Злого. Спочатку церква була будинковим храмом палацу Майо і знаходилась у внутрішньому дворі. Після загибелі Майо палац (як і все його майно) був конфіскований, а потім проданий графу Сільвестро Марсіко. 1175 року син останнього продав палацовий комплекс королю Вільгельму II Доброму, а той 1182 року подарував палац і церкву Сан-Катальдо своєму улюбленому монастирю Монреале, який став архієпископством наступного 1183 року.
Колишнім палацом Майо і церквою Сан-Катальдо володіли архієпископи Монреале аж до 1787. За цей час церква Сан-Катальдо стала парафіяльною, і біля виник невеликий цвинтар. Спочатку палац використовували як госпіталь, а потім він став резиденцією архієпископів. В 1625 та 1679 роках палац значно перебудували, а його південно-східну частину продали 1620 року палермському сенату і після реконструкції перетворили на нинішнє Палаццо Преторіо.

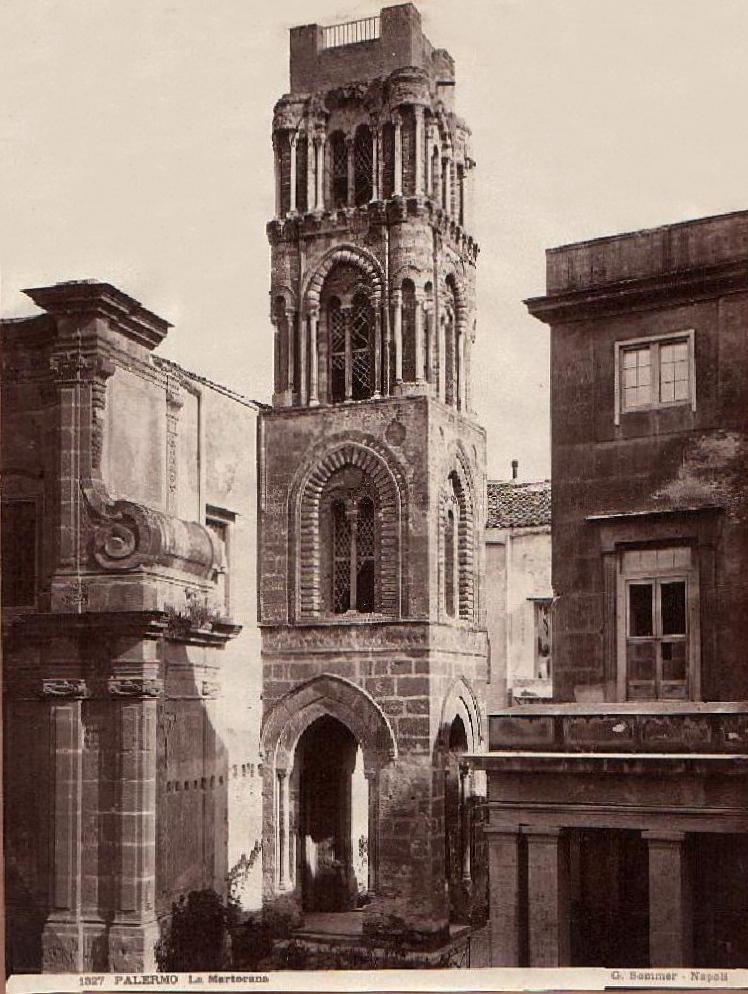
На фотографії XIX століття можна побачити Марторану (ліворуч), її кампанілу (в центрі) і нині втрачену будівлю пошти, яка закривала з усіх боків церкву Сан-Катальдо

1787 року король Фердинанд III викупив палацовий комплекс в архієпископа Монреале. Церква Сан-Катальдо перейшла до архієпископа Палермо, а в палаці облаштували управління королівської пошти. Наприкінці XIX століття поштове управління перейшло в іншу будівлю, колишній палац Майо й архієпископів Монреале знесли, а пагорб, на якому він стояв, скопали до підніжжя, отже рівень площі Белліні знизився до рівня віа Македа.
Орім чисто практичного розв'язання вищезазначеної задачі, знесення колишнього палацу мало на меті відкрити церкву Сан-Катальдо, яка до цього перебувала в маленькому внутрішньому дворі, для публічного огляду. В 1882 — 1885 роках відбулась капітальна реставрація церкви Сан-Катальдо під керівництвом Джузеппе Патріколо. При цьому були видалені пізні перебудови та прикраси, і церква набула первинного вигляду (XII століття). 1937 року церкву передали лицарям Мальтійського ордена. Нині Сан-Катальдо належить кавалерам Ордена Гробу Господнього.

## Зовнішній вигляд
Будівля Сан-Катальдо є майже правильним паралелепіпедом, на який поставлено паралелепіпед меншого розміру, прикрашений трьома напівсферичними куполами. Ця церква не схожа на жоден пам'ятник в Палермо, але в Апулії та Північній Африці (Туніс і Лівія) є багато церков і мечетей, схожих з архітектурної точки зору на Сан-Катальдо; кілька схожих церков збереглися в острівній Греції й на Кіпрі. Дослідники бачать в архітектурі Сан-Катальдо і схожих з нею споруд помітний арабський вплив.
Найбільш примітно, що Сан-Катальдо схожа на церкву Всіх святих (Оньїсанті), що знаходиться в районі Барі, між Модуньо та Валенцано, звідки походила родина Майо. Отже Сан-Катальдо виражає, судячи з усього, особисті архітектурні пристрасті свого засновника.
Північний та західний фасади прикрашені трьома фальшивими арками, у верхній частині арок розташовано по одному маленькому набірному вікну. Східний фасад церкви також прикрашений трьома арками, що облямовують апсиди. З трьох апсид лише одна, центральна, випинається за контури будівлі, порушуючи ідеальний прямокутний план церкви. Південний фасад церкви, що спочатку прилягав до нині знесеного будинку палацу, позбавлений будь-яких архітектурних прикрас. Парапет покрівлі прикрашений типовим арабським різьбленням з геометричним мотивом. Спочатку вздовж парапету йшов різьблений латинський напис, від якого залишилися лише незначні фрагменти. Імовірно напис містив присвяту Богородиці та святому Катальдо.
Церква увінчана трьома напівсферичними червоними куполами, характерними для арабських мечетей. У Палермо такі купола збереглися на декількох церквах (по одному — Марторана, Сан-Антоніо-Абате; п'ять — Сан-Джованні-дельі-Ереміті). Особливістю Сан-Катальдо є розташування куполів уздовж осі головної нави.
|                 |                |               |
| Північний фасад | Західний фасад | Східний фасад |

## Інтер'єр

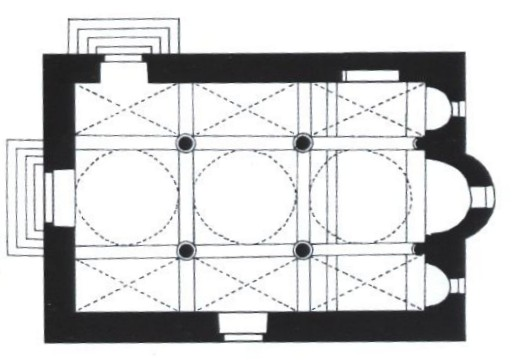
План Сан-Катальдо

Сан-Катальдо є тринавна церква. Поділ простору на нави здійснений за допомогою чотирьох коринфських колон, взятих з більш ранніх споруд; ще дві колони обмежують простір головної апсиди. На колони спираються типово арабські арки. Первинне розміщення церкви в маленькому внутрішньому дворі змусило будівельників підняти стіни на максимально можливу висоту, щоб куполи храму були вищі від навколишніх будівель. Щоб компенсувати нестачу освітлення, архітектори висвітлили простір храму 32 вікнами, розташованими переважно у верхній частині будівлі.
Головна нава накрита протяжним (на всю її довжину) барабаном у формі паралелепіпеда, на який спираються три куполи. Бічні нави перекриті хрестовим склепінням. На внутрішніх стінах Сан-Катальдо дослідники не виявили жодних слідів мозаїк або фресок, що змусило припустити про первинну відсутність цих прикрас в інтер'єрі. Ймовірно, стіни були спочатку покриті білою штукатуркою. Від XII століття збереглися головний вівтар та інкрустований пол.
Ще однією деталлю, що збереглася з XII століття, є настінна плита з епітафією на честь Матильди, дочки графа Сільвестро Марсіко. В оригіналі це латинський вірш: «Матильда, дочка графа Сільвестро, народилася у вівторок й у вівторок померла, прожила дев'ять місяців, віддала душу небу, а тіло — землі, спочиває тут з 1161» Дату на плиті (1161) дослідники називають датою закінчення будівництва церкви.
|                       |                                  |
| Головні нава й апсида | Куполи головної нави — вид знизу |